# Салима (город)
Салима (англ. Salima) — небольшой город в малавийской Центральной провинции. Является административным центром одноимённого округа. Население — 36 789 человек (по переписи 2018 г.)

## История
Салима развивалась как коммерческий центр после завершения строительства железной дороги из Блантайра в 1930-х годах. Город был конечной станцией для сельскохозяйственной продукции всей Северной провинции до того, как железная дорога была продлена на север и на запад в 1970-х годах.

## География
Город расположен в 22 км от юго-западных берегов озера Ньяса; в 16 км от залива Сенга; и в 110 км от Лилонгве, столицы страны. К юго-востоку находится город Чипока, являющийся портом на озере.

## Климат
Согласно классификации климатов Кёппена, в Салиме — тропический климат с сухой зимой и дождливым летом (Aw).
Среднегодовая температура — 23,7 °C. Самый тёплый месяц — ноябрь (27,1 °C), самый холодный — июль (20 °C).
Среднегодовое количество осадков — 1461 мм. Самый влажный месяц — январь (405 мм), самый засушливый — сентябрь (2 мм).
| Показатель                            | Янв. | Фев. | Март | Апр. | Май  | Июнь | Июль | Авг. | Сен. | Окт. | Нояб. | Дек. |
| ------------------------------------- | ---- | ---- | ---- | ---- | ---- | ---- | ---- | ---- | ---- | ---- | ----- | ---- |
| Абсолютный максимум, °C               | 27,2 | 27,1 | 27   | 26,6 | 25,8 | 24,3 | 23,8 | 25,8 | 28,5 | 30,6 | 30,9  | 28,6 |
| Средняя температура, °C               | 24,4 | 24,3 | 24,2 | 23,6 | 22,2 | 20,6 | 20   | 21,8 | 24,4 | 26,6 | 27,1  | 25,4 |
| Абсолютный минимум, °C                | 22   | 21,8 | 21,6 | 20,7 | 18,7 | 16,8 | 16,1 | 17,4 | 19,8 | 22,4 | 23,5  | 22,5 |
| Среднее число солнечных часов в месяц | 8,9  | 8,9  | 8,8  | 9,0  | 9,4  | 9,4  | 9,4  | 10,0 | 10,5 | 10,7 | 10,6  | 9,3  |
| Норма осадков, мм                     | 405  | 318  | 252  | 65   | 8    | 3    | 3    | 2    | 2    | 16   | 80    | 307  |
| Средняя влажность, %                  | 83   | 83   | 80   | 71   | 63   | 60   | 59   | 54   | 50   | 50   | 57    | 75   |
| Источник: Climate-Data.org            |      |      |      |      |      |      |      |      |      |      |       |      |

## Население
| Год  | Население |
| ---- | --------- |
| 1977 | 4 646     |
| 1987 | 10 606    |
| 1998 | 20 355    |
| 2008 | 27 852    |
| 2018 | 36 789    |

## Экономика
Экономика города основана на сельском хозяйстве, основные продукты — рис и хлопок; город также является курортом, имеются отели и дома отдыха на берегах озера Ньяса.
Среди дополнительных источников заработка — измельчение балансовой древесины, кустарное рыболовство и небольшая торговля на озере.

## Транспорт
Город расположен на железной дороге, идущей из Донду (Мозамбик) в Чипату (Замбия), и имеет на ней железнодорожную станцию.
В округе популярны такси-велосипеды, известные как «дампа» или «кабаза».